# Im Jyoung-hwa
Im Jyoung-hwa   (Ulsan, 7 de desembre de 1986) és una aixecadora sud-coreana, que va competir a començaments del segle XXI.
El 2008 va prendre part en els Jocs Olímpics d'Estiu de Pequín, on guanyà la medalla de plata en la prova del pes mosca del programa d'halterofília. Inicialment havia quedat en quarta posició, però la xinesa Chen Xiexia i la turca Sibel Özkan, primera i segona respectivament, foren desqualificades posteriorment per haver donat positiu en un control antidopatge.
En el seu palmarès també destaca una medalla de plata al Campionat del Món de 2005.